# I Told You So (Chino XL)
I Told You So è il secondo album in studio del rapper statunitense Chino XL, pubblicato nel 2001.

## Tracce
1. Rude Awakening (feat. Aziz)
2. What You Got
3. History
4. Nunca
5. That Would Be Me
6. Last Laugh (feat. B-Real)
7. Let 'Em Live (feat. Kool G Rap)
8. Water
9. Baby Mama
10. Sorry (feat. Shaunta)
11. Chino XL
12. Chinophone, Pt. 1
13. You Don't Want It
14. Beef
15. Chinophone, Pt. 2
16. I Told You So
17. Don't Say a Word
18. Chino Fans
19. It's My World
20. Ass-In-An-Instant (feat. MaryAnne)
21. Chianardo Di Caprio
22. Skit
23. How It Goes (feat. Saafir)
24. Be Here